# Phantasm: Ravager
Phantasm: Ravager is een Amerikaanse horrorfilm uit 2016 onder regie van David Hartman. Het is het vijfde en laatste deel in de Phantasm-filmserie.

## Verhaal
Na de laatste strijd Phantasm IV: Oblivion tegen de Tall Man (Angus Scrimm) is Reggie (Reggie Bannister) nog steeds op zoek om hem te verslaan.
Samen met Mike probeert hij erachter te komen waar de Tall Man zich bevindt, en ze reizen door verschillende dimensies en realiteiten.
Zullen ze hem kunnen tegenhouden of is de oorlog met de vliegende bollen en moordende dwergen pas begonnen, en niet te VERSLAAN!

## Rolverdeling
- Angus Scrimm: The Tall Man
- A. Michael Baldwin: Mike Pearson
- Reggie Bannister: Reggie
- Dawn Cody: Dawn / Jane
- Stephen Jutras: Chunk
- Bill Thornbury: Jody Pearson
- Kathy Lester: Dame in lavendel
- Gloria Lynne Henry: Rocky
- Daniel Roebuck: Demeter
- Solly Duran: Raina
- Daniel Schweiger: Dief

## Trivia
Dit is de laatste film met Angus Scrimm als the Tall Man hij overleed later op 89-jarige leeftijd.